# 扩张型心肌病
扩张型心肌病（DCM）又称擴張性心肌病變，简称扩心病，是一种以左心室或双心室扩张，导致进行性心脏增大，伴随收缩功能受损为特征的心肌病。扩心病的诊断必须先排除高血压、冠心病、瓣膜病、先心病、心包病、肺心病等明确导致心功能下降的病因。扩心病与病毒感染、自身免疫疾病、遗传、药物中毒、代谢异常相关，病情发展常致心力衰竭与心律失常。
扩张型心肌病是心肌病的一种，主要是心肌功能受到影响；其表现为心脏功能减弱，各心腔扩大，不能充分泵血。心脏功能的减弱也会影响肺、肝和其它器官。不同的心肌病都有各自影响心脏正常功能的原因。患者的一部分心肌细胞膨大，而且没有明显原因。左右心室其一或兩者的收缩泵血功能受损，导致了进一步的心脏肥大。扩张型心肌病作为一种常见的心肌病，男性发病频率高于女性，发病年龄主要集中于20到60岁。三分之一的充血性心力衰竭（CHF）患者是由于患有扩张型心肌病，這個疾病在儿童甚至初生嬰兒中也有发现。

## 原因
尽管并未发现明显病因，扩张型心肌病很可能是由于各种毒性物质，代谢产物或病原体损伤心肌细胞导致的。也可能是心肌梗塞导致随后的心肌层纤维化损伤心肌细胞。急性病毒性心肌炎的后遗症通过免疫机制也可能导致扩张型心肌病。自體免疫机制也被认为是DCM的一种病因。在酗酒、围产性心肌病、甲状腺疾病、兴奋剂使用者，和慢性心动过速患者中都发现了DCM的可逆表征。DCM常被称为“原发性扩张型心肌病”，就是因为导致发病的机理尚不清楚。

### 遗传学
20%到40%的患者的家族中发现了了编码心肌细胞细胞骨架，收缩蛋白的基因突变。虽然这种疾病在遗传学上是异源性的，但它的发生大多表现出常染色体显性遗传的形式。而像Alström综合征中发现的常染色体隐性遗传，X染色体连锁以及线粒体遗传也有发现。扩张型心肌病患者的亲属在临床前表现出无心肌改变症状。尽管相比白人这种疾病在非裔美国人中发病更高，在各种人群中都有该病症的发现。
家族性扩张型心肌病（familial dilated cardiomyopathy，FDCM）多为常染色体显性遗传，但仍有些为常染色体隐性遗传、X-连锁遗传和线粒体遗传。目前遗传学研究在60多个基因中发现了可能与FDCM相关的变异。

## 相关症状
对于许多该病的患者来说，扩张型心肌病并不一定会影响寿命或生存状况。然而，少数该病患者症状严重，并有一定几率导致猝死。心脏病专家应该验证他们的诊断并对患者的病情和患并发症的几率作出评估。对于某些病人来说，可能会逐渐引起左侧或右侧充血性心力衰竭。在患者出现明显症状前的数月甚至数年就可能已经发生左心室扩张。
可能会有隐约的胸痛，但典型的心绞痛并不常见，这表明可能该病会伴有缺血性心脏病。有时还会发生心律失常引起的晕厥或全身性栓塞。

## 体检
患者可能表现出不同程度的心肌扩张，以及充血性心力衰竭。在该病更严重的阶段，脉压差减小，颈静脉压提高。常可听得第三音或第四音。可有二尖瓣或三尖瓣关闭不全所致的收缩期吹风样杂音。

### 实验室检查
普通的胸透检查能发现心脏的膨大。也可发现由肺静脉高压引起的胸腔积液。
心电图中可发现窦性心动过速或房颤，室性心律失常，左心房异常，有时还会出现室内传导障碍和低压。超声心动图显示射血分数小于正常值。可通过心导管插入术和冠状血管造影术排除缺血性心脏病的可能。

## 治疗方法
许多年前统计数据表明该病患者主要是55岁以上的成年人，他们多在症状出现后三年内死去（CHF的第五期），这些数据在许多教科书中仍能发现。近年来由于药物治疗情况发生了显著改变，药物可以减缓病变，并在一定程度上提高心脏功能。死亡主要是由充血性心力衰竭或心室急性或慢性的心律失常引起。
患者按照标准的心衰进行治疗，主要包括限盐，使用血管紧张素转化酶（ACE）抑制剂，利尿剂和洋地黄。也会用到抗凝血剂。患者必须戒酒。心室内传导延迟的患者要用到心脏起搏器，有可能出现心律失常的患者应使用植入性复律除颤器。这些治疗手段可以改善症状并减少入院治疗时间。
对有更严重疾病并不愿接受长期医院治疗的患者，可以考虑进行心脏移植。

## 逆向重塑
心衰的过程伴随着左心室的重构，而后者表现为左心室舒张末期和收缩末期容量的增加，室壁变薄，室腔球形化加剧。这通常伴随着射血分数的持续下降。心室重塑的概念最初是用来描述数天或数月内发生的房颤。现在被延用到心肌病和非缺血性如特发性扩张型心肌病或慢性心肌炎，用来描述心功能障碍发展的一般机理。实际上，逆向重塑就是逆转重塑的过程，或者说，是一种暂时的或永久的对心脏修正的过程。2004年的一篇文章描述了现在支持逆向重塑的疗法并提出了一种预测心肌病的新方法。

## 替代疗法
替代疗法包括营养品辅酶Q10，左旋卡尼汀，牛磺酸和右旋核糖。有证据表明在治疗心力衰竭中辅酶Q10有一定功效。大部分医师对这些替代疗法持怀疑态度，但建议使用辅酶Q10作为常规疗法的补充。